# Cantó de Montfaucon-d'Argonne
El cantó de Montfaucon-d'Argonne és un cantó francès del departament del Mosa, situat al districte de Verdun. Té 17 municipis i el cap és Montfaucon-d'Argonne.

## Municipis
- Bantheville
- Brabant-sur-Meuse
- Cierges-sous-Montfaucon
- Consenvoye
- Cuisy
- Cunel
- Dannevoux
- Épinonville
- Forges-sur-Meuse
- Gercourt-et-Drillancourt
- Gesnes-en-Argonne
- Montfaucon-d'Argonne
- Nantillois
- Regnéville-sur-Meuse
- Romagne-sous-Montfaucon
- Septsarges
- Sivry-sur-Meuse

## Història
| Data d'elecció                           | Identitat        | Partit                                    | Qualitat |
| ---------------------------------------- | ---------------- | ----------------------------------------- | -------- |
| 1945-1955                                | Jean Vuillaume   | MRP                                       |          |
| 1955-1986                                | André Beauguitte | RGR, després CNI, després RI, després UDF |          |
| 1986-                                    | Denis Cordonnier | RPR, després UMP                          |          |
| les dades anteriors no són pas conegudes |                  |                                           |          |
|                                          |                  |                                           |          |

## Demografia
| A partir de 1990: Població sense dobles comptes |